# Copa SBS
La Copa SBS es un torneo de fútbol realizado anualmente en la Prefectura de Shizuoka, Japón.
Se inició en 1977 como partidos amistosos entre equipos de escuelas secundarias de Corea del Sur y Japón para celebrar el 25° aniversario de la Shizuoka Broadcasting System (SBS). Se amplió a un torneo en 1979 y, desde 2002, se desarrolla como un campeonato de todos contra todos entre selecciones nacionales y una selección representativa de la Prefectura de Shizuoka.

## Historia
| 1977 | - Secundaria Taeryun - Secundaria Jidosha-Kougyo - Secundaria Fujieda-Higashi - Secundaria Shimizu-Higashi |
| 1978 | - Daejeon Sangub - Secundaria Fujieda-Higashi - Secundaria Shimizu-Higashi - Prefectura de Shizuoka        |

| Año  | Campeón                | Segundo lugar                      | Tercer lugar                       |
| ---- | ---------------------- | ---------------------------------- | ---------------------------------- |
| 1979 | Secundaria Cheong      | Prefectura de Shizuoka             | Secundaria Shizuokagakuen          |
| 1980 | Prefectura de Shizuoka | Secundaria Shimizu-Higashi         | Secundaria Cheong                  |
| 1981 | Bayern de Múnich       | Prefectura de Shizuoka             | Secundaria Cheong                  |
| 1982 | Prefectura de Shizuoka | Kumho                              | All Japan Junior Youth             |
| 1983 | All Japan Junior Youth | Prefectura de Shizuoka             | Iri                                |
| 1984 | Feyenoord              | Secundaria Shimizu-Higashi         | Secundaria Cheong                  |
| 1985 | Prefectura de Shizuoka | Secundaria Cheong                  | Esporte Clube XV de Novembro (Jaú) |
| 1986 | Juventus               | Prefectura de Shizuoka             | Secundaria Shimizu-Higashi         |
| 1987 | Americana              | Kumho                              | Prefectura de Shizuoka             |
| 1988 | Seleson Parana         | Prefectura de Shizuoka             | Secundaria Taeryun                 |
| 1989 | Seleson Saopaulo       | Prefectura de Shizuoka             | Pohang Cheochul Kongub             |
| 1990 | Botafogo               | Prefectura de Shizuoka             | Daegu Kongub                       |
| 1991 | Moji-Arara             | Prefectura de Shizuoka             | Sampdoria                          |
| 1992 | Real Madrid            | Czechoslovakia                     | Japón                              |
| 1993 | Japón                  | Prefectura de Shizuoka             | Real Madrid                        |
| 1994 | Japón                  | Juventus                           | Criciuma E.C.                      |
| 1995 | Japón                  | Esporte Clube XV de Novembro (Jaú) | Prefectura de Shizuoka             |
| 1996 | Gremio                 | Prefectura de Shizuoka             | Japón                              |
| 1997 | Japón                  | Juventus                           | América de Cali                    |
| 1998 | Cruzeiro               | Japón                              | Borussia Dortmund                  |
| 1999 | Japón                  | Nk Croatia Zagreb                  | Prefectura de Shizuoka             |
| 2000 | Japón                  | Palmeiras                          | Prefectura de Shizuoka             |
| 2001 | Valencia               | Palmeiras                          | Prefectura de Shizuoka             |

## Palmarés

### Torneo de selecciones (desde 2002)
| Año          | Campeón                | Segundo lugar           | Tercer lugar            | Cuarto lugar           |
| ------------ | ---------------------- | ----------------------- | ----------------------- | ---------------------- |
| 2002         | Paraguay               | Portugal                | Prefectura de Shizuoka  | Japón                  |
| 2003         | Japón                  | Bélgica                 | Prefectura de Shizuoka  | Rusia                  |
| 2004         | Brasil                 | Japón                   | Turquía                 | Prefectura de Shizuoka |
| 2005         | Argentina              | Japón                   | Senegal                 | Prefectura de Shizuoka |
| 2006         | Corea del Sur          | Japón                   | México                  | Prefectura de Shizuoka |
| 2007         | Prefectura de Shizuoka | Ucrania                 | Estados Unidos          | Japón                  |
| 2008         | Argentina              | Japón                   | Australia               | Prefectura de Shizuoka |
| 2009         | Japón                  | México                  | Francia                 | Prefectura de Shizuoka |
| 2010         | Japón                  | España                  | Ghana                   | Prefectura de Shizuoka |
| 2011         | Prefectura de Shizuoka | Japón                   | México                  | Australia              |
| 2012         | Japón                  | Portugal                | Corea del Sur           | Prefectura de Shizuoka |
| 2013         | Japón                  | Prefectura de Shizuoka  | Rusia                   | Uruguay                |
| 2014         | Colombia               | Prefectura de Shizuoka  | Japón                   | Corea del Sur          |
| 2015         | Croacia                | España                  | Prefectura de Shizuoka  | Japón                  |
| 2016         | Eslovaquia             | Prefectura de Shizuoka  | Costa Rica              | Japón                  |
| 2017 Detalle | Chile                  | República Checa         | Japón                   | Prefectura de Shizuoka |
| 2018         | Uruguay                | Japón                   | Prefectura de Shizuoka  | Australia              |
| 2019         | Colombia               | Japón                   | Prefectura de Shizouoka | Bélgica                |
| 2022         | Uzbekistán             | Prefectura de Shizouoka | Japón                   | Uruguay                |

| Equipo                 | Participaciones | Campeón                          | Subcampeón                             | Tercer puesto              | Cuarto puesto                                      |
| ---------------------- | --------------- | -------------------------------- | -------------------------------------- | -------------------------- | -------------------------------------------------- |
| Japón                  | 17              | 5 (2003, 2009, 2010, 2012, 2013) | 6 (2004, 2005, 2006, 2008, 2011, 2018) | 2 (2014, 2017)             | 4 (2002, 2007, 2015, 2016)                         |
| Prefectura de Shizuoka | 17              | 2 (2007, 2011)                   | 3 (2013, 2014, 2016)                   | 4 (2002, 2003, 2015, 2018) | 8 (2004, 2005, 2006, 2008, 2009, 2010, 2012, 2017) |
| Argentina              | 2               | 2 (2005, 2008)                   |                                        |                            |                                                    |
| Corea del Sur          | 3               | 1 (2006)                         |                                        | 1 (2012)                   | 1 (2014)                                           |
| Uruguay                | 2               | 1 (2018)                         |                                        |                            | 1 (2013)                                           |
| Paraguay               | 1               | 1 (2002)                         |                                        |                            |                                                    |
| Brasil                 | 1               | 1 (2004)                         |                                        |                            |                                                    |
| Colombia               | 1               | 1 (2014)                         |                                        |                            |                                                    |
| Croacia                | 1               | 1 (2015)                         |                                        |                            |                                                    |
| Eslovaquia             | 1               | 1 (2016)                         |                                        |                            |                                                    |
| Chile                  | 1               | 1 (2017)                         |                                        |                            |                                                    |
| Portugal               | 2               |                                  | 2 (2002, 2012)                         |                            |                                                    |
| España                 | 2               |                                  | 2 (2010, 2015)                         |                            |                                                    |
| México                 | 3               |                                  | 1 (2009)                               | 2 (2006, 2011)             |                                                    |
| Bélgica                | 1               |                                  | 1 (2003)                               |                            |                                                    |
| Ucrania                | 1               |                                  | 1 (2007)                               |                            |                                                    |
| República Checa        | 1               |                                  | 1 (2017)                               |                            |                                                    |
| Australia              | 3               |                                  |                                        | 1 (2008)                   | 2 (2011, 2018)                                     |
| Rusia                  | 2               |                                  |                                        | 1 (2013)                   | 1 (2003)                                           |
| Turquía                | 1               |                                  |                                        | 1 (2004)                   |                                                    |
| Senegal                | 1               |                                  |                                        | 1 (2005)                   |                                                    |
| Estados Unidos         | 1               |                                  |                                        | 1 (2007)                   |                                                    |
| Francia                | 1               |                                  |                                        | 1 (2009)                   |                                                    |
| Ghana                  | 1               |                                  |                                        | 1 (2010)                   |                                                    |
| Costa Rica             | 1               |                                  |                                        | 1 (2005)                   |                                                    |